# Steinheim am Albuch
Die Gemeinde Steinheim am Albuch liegt am nordöstlichen Ende der Schwäbischen Alb am Albuch in dem vor etwa 15 Millionen Jahren durch einen Meteoriteneinschlag entstandenen Steinheimer Becken. Sie gehört zur Region Ostwürttemberg.

## Geographie

### Geographische Lage

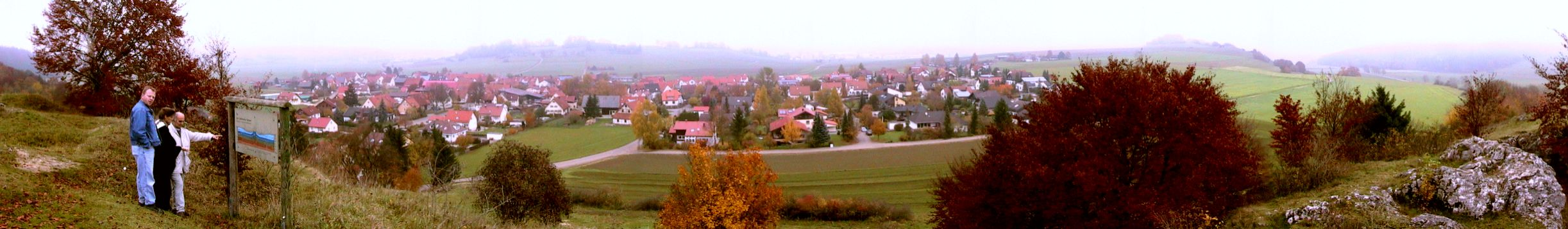
Blick vom südlichen Kraterwall des Steinheimer Beckens auf den Ortsteil Sontheim. Dahinter ist der Klosterberg zu sehen, der Zentralberg des Kraters.

Steinheim und der Teilort Sontheim liegen im Steinheimer Becken, einem Kraterkessel zwischen 503 und 718 Meter Höhe mit einem Randdurchmesser von 3,5 km, entstanden vor etwa 15 Millionen Jahren durch den Einschlag eines Meteoriten, das Ries-Ereignis. Inmitten des Kraterkessels – zwischen Steinheim und Sontheim – liegt als Zentralberg der Steinhirt mit dem Kletterfelsen Wäldlesfels und einem Weiher. Am westlichen Fuße des Steinhirts befindet sich die Sandgrube, Fundstätte zahlreicher Fossilien.

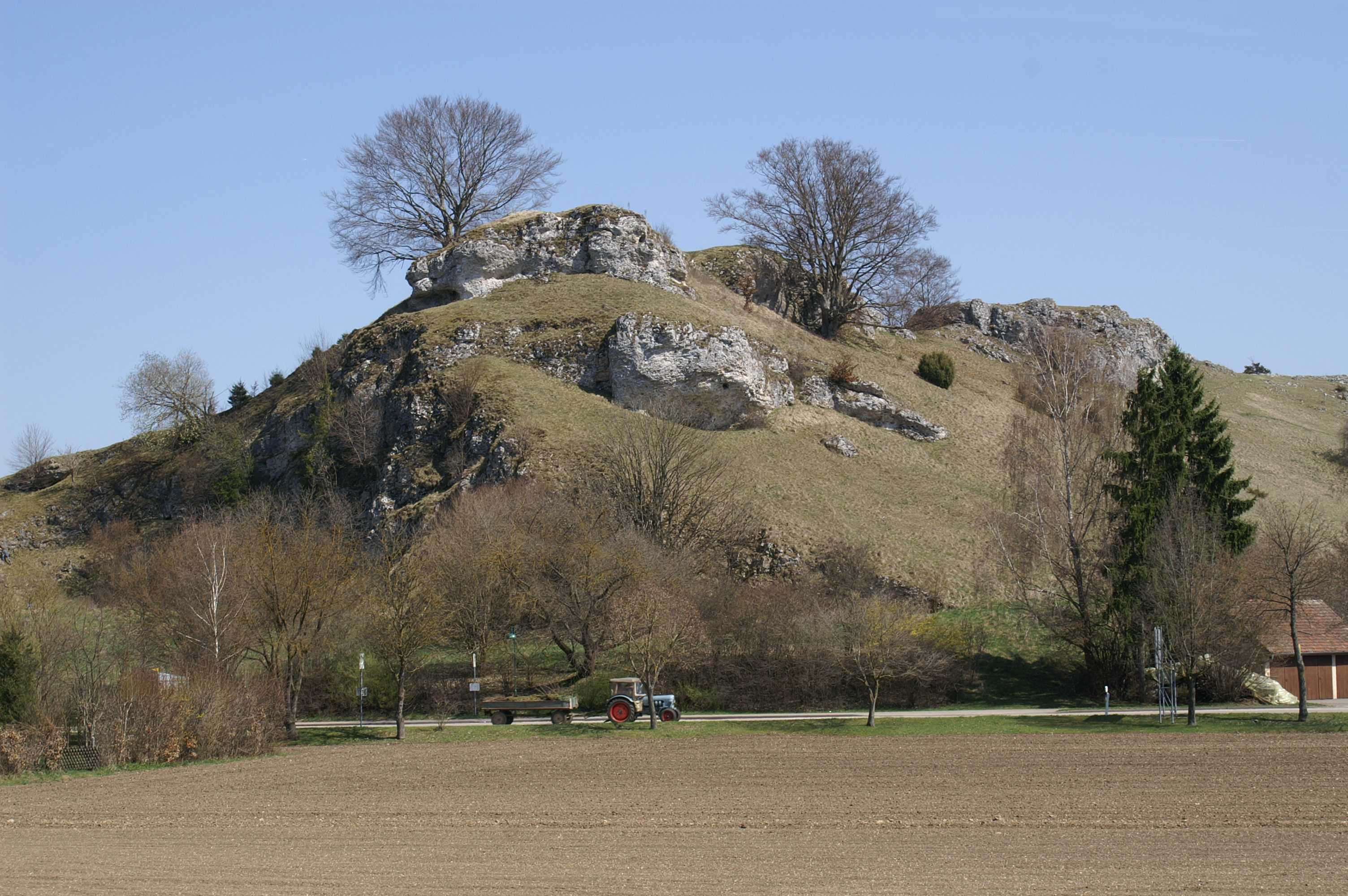
Ehemaliger Steinbruch Burgstall im Ortsteil Sontheim

Mehr als die Hälfte der Gemeindefläche ist von Wald bedeckt. Dazu kommen 400 ha beweidetes Heideland auf dem Kraterrücken, z. B. im Westen die Neuselhalder Heide, im Osten die Steinheimer Heide und im Süden die Heidelandschaften auf dem Burgstall und dem Knillberg. Der Kratergrund ist frei von Wald. Er eignet sich gut zum Anbau von Kartoffeln und Getreide. Obst gedeiht hier andererseits kaum.

### Gemeindegliederung

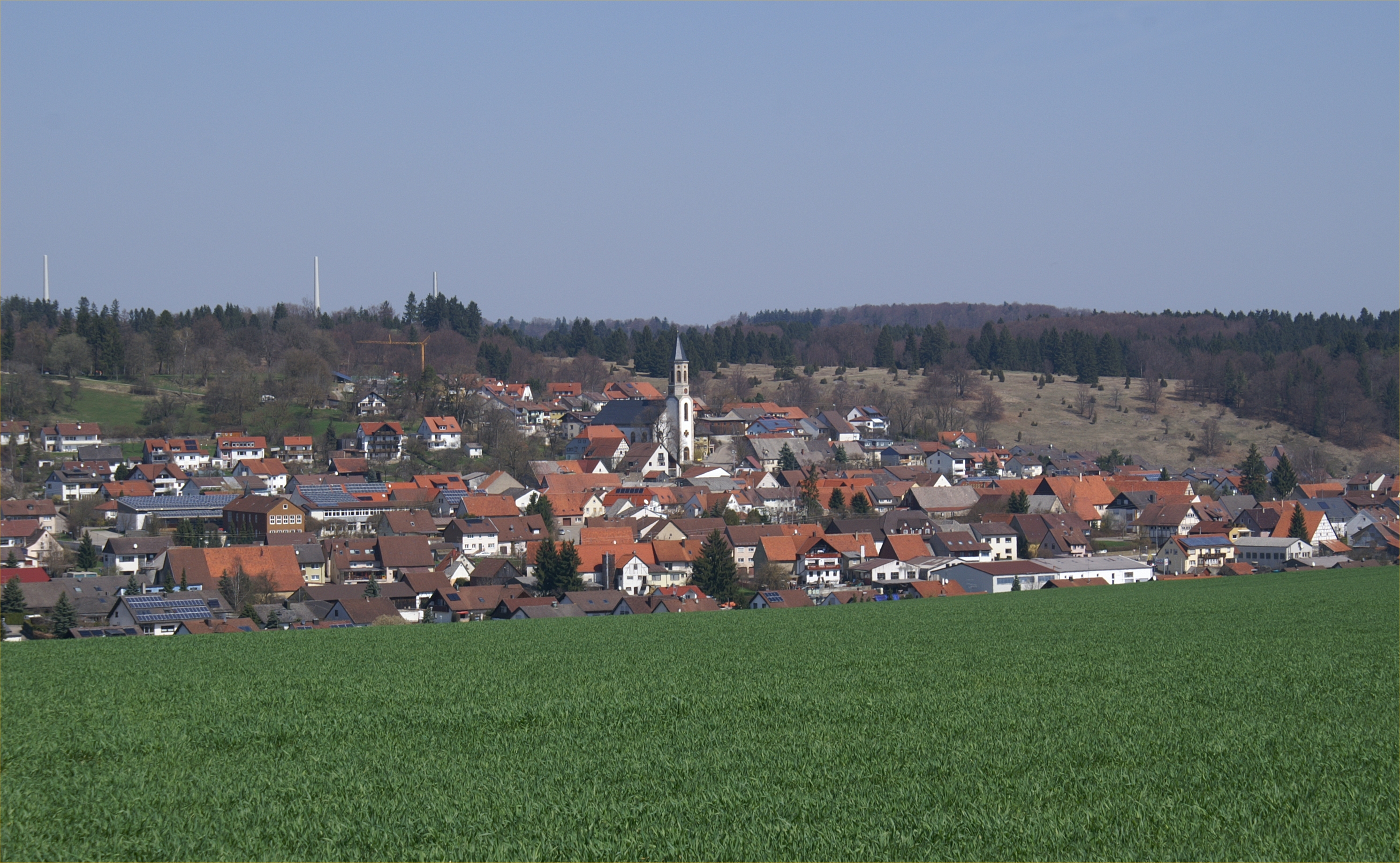
Söhnstetten

Zur Gemeinde Steinheim am Albuch mit der ehemals selbstständigen Gemeinde Söhnstetten gehören 14 Dörfer, Weiler, Höfe und Häuser.
Zur ehemaligen Gemeinde Söhnstetten gehören das Dorf Söhnstetten und der Weiler Dudelhof sowie die abgegangenen Ortschaften Binau, Einsiedel, Herspach, Nordheim, Zinaw und Gräfingrund.
Zur Gemeinde Steinheim am Albuch im Gebietsstand vom 31. Dezember 1970 gehören das Dorf Steinheim am Albuch, die Weiler Gnannenweiler, Irmannsweiler, Klosterhof, Küpfendorf, Neuselhalden, Sontheim im Stubental und Untere Ziegelhütte, die Höfe Bibersohl, Mittlere Ziegelhütte und Sontheimer Wirtshäusle und das Haus Obere Ziegelhütte sowie die abgegangenen Ortschaften Adelgotzweiler (Argotzweiler), Babenwang, Erchenbrehtesberc, Felgenhof, Gaisbühl, Geroldsweiler, Haslach, Hitzingsweiler, Hohenberg, Hohensol, Machalmeswilare, Ostheim, Rechenzell, Sachsenhart, Scheffheim und Stockheim und Wenelenwilare und der in Steinheim am Albuch aufgegangene Ort Westheim.
Die Hauptsatzung der Gemeinde nennt die folgenden zehn Ortsteile: Steinheim, Söhnstetten, Sontheim im Stubental, Küpfendorf, Ziegelhütten, Gnannenweiler, Irmannsweiler, Neuselhalden, Dudelhof und Bibersohl, die drei Wohnbezirke im Sinne der baden-württembergischen Gemeindeordnung bilden.
Zum Wohnbezirk I gehören Steinheim und Ziegelhütten, zum Wohnbezirk II Söhnstetten und Dudelhof und zum Wohnbezirk III Sontheim im Stubental, Küpfendorf, Neuselhalden, Gnannenweiler, Bibersol und Irmannsweiler.

### Flächenaufteilung
Nach Daten des Statistischen Landesamtes, Stand 2014.

## Geschichte

### Frühe Geschichte
Das Steinheimer Becken wurde bereits im Mittelpaläolithikum vor rund 70.000 bis 50.000 Jahren von Menschen begangen. Artefakte aus der Heidenschmiede in Heidenheim an der Brenz belegen, dass Neandertaler hier das Rohmaterial für die Herstellung ihrer Steinwerkzeuge sammelten. Der bislang älteste Nachweis für die Anwesenheit des modernen Menschen in der Gegend des heutigen Steinheim fand sich in einem rund 300 km entfernten Jagdlager am Neuenburgersee. Dorthin verbrachten jungpaläolithische Jäger und Sammler vor rund 15.000 Jahren zahlreiche Schneckengehäuse, die sie in den Steinheimer Schneckensanden aufgelesen hatten.

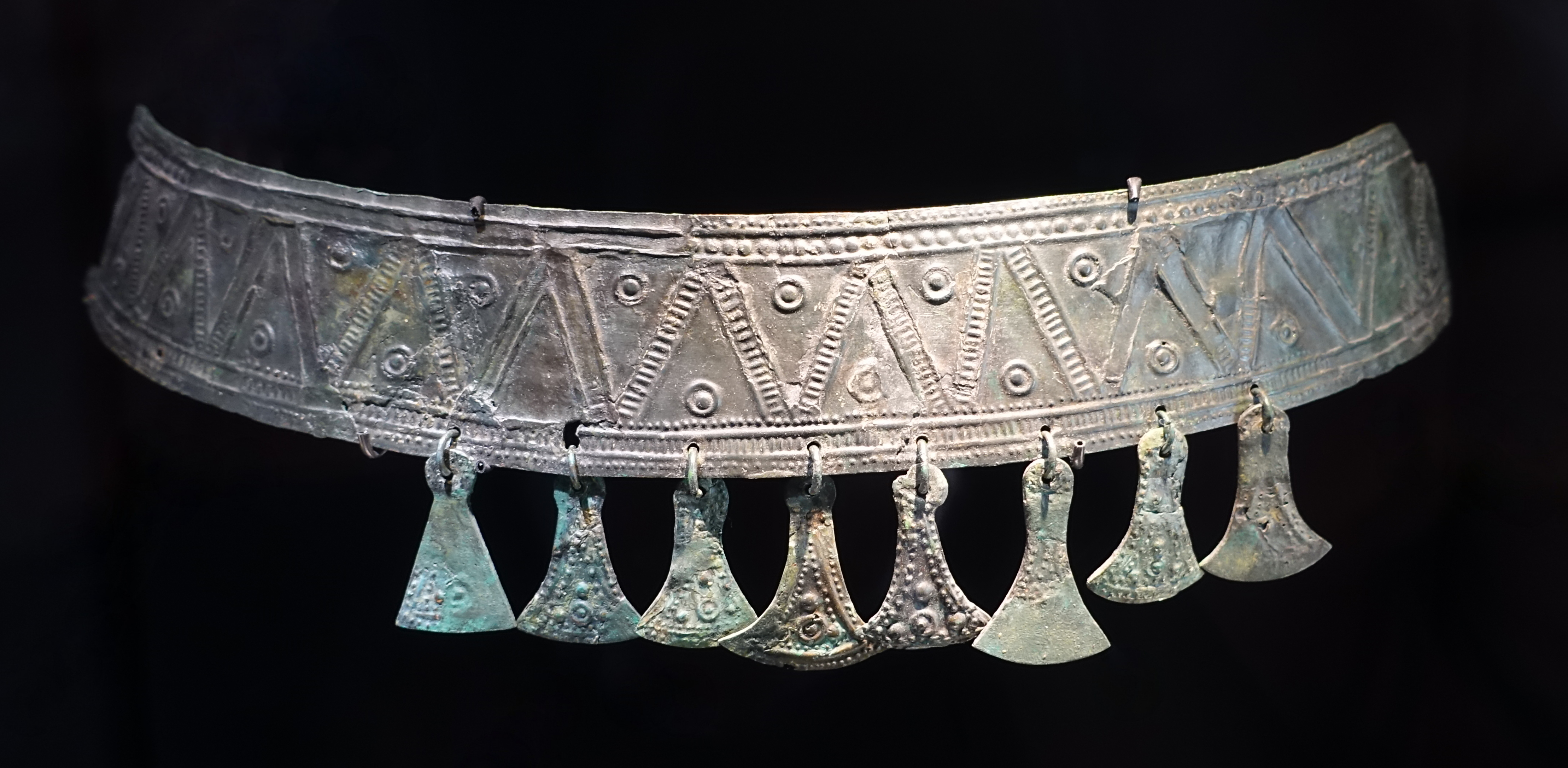
Gürtel aus einem hallstattzeitlichen Frauengrab

Eine erste Besiedlung von Steinheim am Albuch fand vermutlich in der Hallstattzeit 800–480 v. Chr. statt. Davon zeugen einzelne Grabhügel. Anfang des 5. Jahrhunderts siedelten sich die Alemannen an. Die ehemals vorhandenen Orte Westheim im Westen und Ostheim im Osten verschmolzen zu Steinheim, während das in südlicher Richtung befindliche Südheim seinen Namen in Suntheim und später in Sontheim wandelte.

### Mittelalter
Urkundlich wurde Steinheim erstmals 839 in einem Grundverzeichnis des Klosters Fulda erwähnt. An dieses ging es vermutlich durch eine Schenkung des fränkischen Königs Pippin oder Karls des Großen. 1190 wurde durch die Brüder Wittegow und Berengar von Albeck ein Augustiner-Chorherrenstift auf dem Klosterberg gegründet, das später an die Grafen von Helfenstein fiel. Der römisch-deutsche König Albrecht I. erwarb es 1302 und übergab es mit allen Rechten und Besitz an das neu gegründete Zisterzienserkloster Königsbronn. Im 15. Jahrhundert wurde der Klosterhof aufgegeben und Bauern übernahmen die Bewirtschaftung.

### Neuzeit
Durch die Reformation wurde das heutige Gemeindegebiet im 16. Jahrhundert Bestandteil des Herzogtums Württemberg und zum größten Teil dem nun evangelischen Klosteramt Königsbronn unterstellt. Im Dreißigjährigen Krieg wurde der Ort zu zwei Dritteln zerstört. Mit der Gründung des Königreichs Württemberg wurde das evangelische Klosteramt aufgelöst und Steinheim sowie Söhnstetten dem Oberamt Heidenheim zugeordnet. Die Verwaltungsreform während der NS-Zeit in Württemberg führte 1938 zur Zugehörigkeit zum erweiterten Landkreis Heidenheim. 1945 wurden die Orte Teil der Amerikanischen Besatzungszone und gehörten somit zum neu gegründeten Land Württemberg-Baden, das 1952 im jetzigen Bundesland Baden-Württemberg aufging.
Am 29. Mai 2016 kam es durch das Tiefdruckgebiet „Elvira“ zu Überschwemmungen. Es entstanden enorme Schäden. Das Wasser stand bis zu zwei Meter hoch. Im Norden von Steinheim kam es zu Stromausfällen.

### Religionen

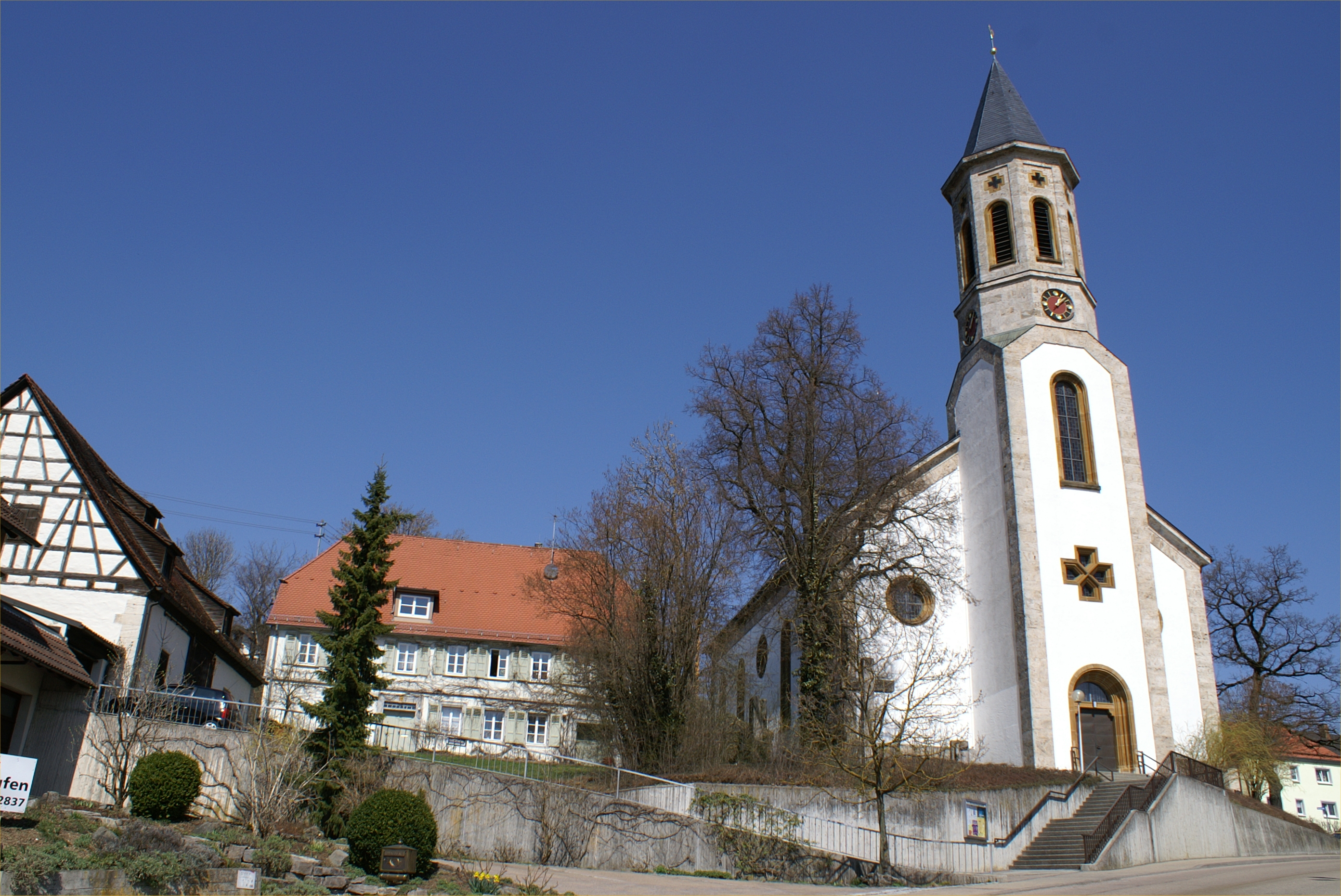
Die 1854 neu gebaute evangelische Martinskirche in Söhnstetten

Durch die Reformation war der Ort bis 1945 überwiegend evangelisch. Die heutige evangelische Peterskirche wurde 1780 anstelle einer gleichnamigen Vorgängerkirche erbaut und dient der Kirchengemeinde Steinheim am Albuch als Gotteshaus. Im Ortsteil Söhnstetten gibt es eine eigenständige evangelische Kirchengemeinde mit der Martinskirche. Beide Gemeinden gehören zum Kirchenbezirk Heidenheim der Landeskirche in Württemberg. Unmittelbar nach dem Zweiten Weltkrieg wurden „Ungarndeutsche“ – noch unter Bürgermeister Hahn – angesiedelt. Da diese meist zur römisch-katholischen Konfession gehörten, entstand auch eine römisch-katholische Gemeinde. 1959 wurde die katholische Heiliggeistkirche errichtet und 1961 eine eigene katholische Pfarrei gegründet. Diese gehört heute zum Katholischen Dekanat Heidenheim der Diözese Rottenburg-Stuttgart. Ende Dezember 2018 lag die Anzahl Katholiken bei 2.509 (29,6 %) von insgesamt 8.463 Einwohnern.

### Eingemeindungen
Am 1. Januar 1971 wurde Söhnstetten eingemeindet. Die Gemeinde Söhnstetten hatte ca. 1800 Einwohner. In Söhnstetten gibt es einen Sport-, Musik- und Obst- und Gartenbauverein sowie die Freiwillige Feuerwehr. Söhnstetten verfügt über eine eigene Grundschule von der 1. bis zur 4. Klasse, die Seebergschule. Söhnstetten ist von einer Wacholderheide umgeben, hat einen eigenen Ski-Lift und einen Discgolf-Parcours. 2008 war Söhnstetten der Austragungsort der Discgolf-Europameisterschaft. Um Söhnstetten gibt es viele Rad- und Wanderwege.

### Einwohnerentwicklung
Die Einwohnerzahlen nach dem jeweiligen Gebietsstand sind Schätzungen, Volkszählungsergebnisse (¹) oder amtliche Fortschreibungen des Statistischen Landesamtes Baden-Württemberg (nur Hauptwohnsitze).
| Jahr                 | Einwohner |
| -------------------- | --------- |
| 1. Dezember 1871 1   | 3484      |
| 1. Dezember 1880 1   | 3498      |
| 1. Dezember 1890 1   | 3366      |
| 1. Dezember 1900 1   | 3112      |
| 1. Dezember 1910 1   | 3087      |
| 16. Juni 1925 1      | 3159      |
| 16. Juni 1933 1      | 3181      |
| 17. Mai 1939 1       | 3263      |
| 13. September 1950 1 | 4390      |
| 6. Juni 1961 1       | 5727      |

| Jahr              | Einwohner |
| ----------------- | --------- |
| 27. Mai 1970 1    | 6834      |
| 31. Dezember 1980 | 7763      |
| 25. Mai 1987 1    | 8069      |
| 31. Dezember 1990 | 8386      |
| 31. Dezember 1995 | 8876      |
| 31. Dezember 2000 | 8924      |
| 31. Dezember 2005 | 8930      |
| 31. Dezember 2010 | 8566      |
| 31. Dezember 2015 | 8638      |
| 31. Dezember 2020 | 8725      |

## Politik

### Gemeinderat
In Steinheim wird der Gemeinderat nach dem Verfahren der unechten Teilortswahl gewählt. Dabei kann sich die Zahl der Gemeinderäte durch Überhangmandate verändern. Der Gemeinderat in Steinheim besteht nach der letzten Wahl  aus den 23 (vorher 22) gewählten ehrenamtlichen Gemeinderäten und dem Bürgermeister als Vorsitzendem. Der Bürgermeister ist im Gemeinderat stimmberechtigt.
Die Kommunalwahl am 9. Juni 2024 führte zu folgendem Ergebnis.
| Parteien und Wählergemeinschaften | Parteien und Wählergemeinschaften           | % 2024  | Sitze 2024 | % 2019 | Sitze 2019 |
| FWV                               | Freie Wählervereinigung                     | 47,90   | 11         | 48,9   | 11         |
| CDU                               | Christlich Demokratische Union Deutschlands | 29,35   | 7          | 25,5   | 6          |
| SPD/ANB                           | SPD/Arbeitnehmerblock                       | 13,48   | 3          | 15,3   | 3          |
| GRÜNE                             | Bündnis 90/Die Grünen/ und Unabhängige      | 7,64    | 2          | 10,6   | 2          |
| AfD                               | Alternative für Deutschland                 | 1,63    | 0          | –      | –          |
| gesamt                            | gesamt                                      | 100,0   | 23         | 100,0  | 22         |
| Wahlbeteiligung                   | Wahlbeteiligung                             | 62,96 % | 62,96 %    | 61,9 % | 61,9 %     |

### Bürgermeister
- 1919–1952: Konrad Hahn (1887–1957)
- 1952–1972: Manfred Bezler (1924–1972)
- 1972–2002: Dieter Eisele
- 2003–2010: Rainer Schaller
- 2011–2018: Olaf Bernauer
- 2019–0000:  Holger Weise

Holger Weise wurde am 7. Oktober 2018 mit 61,2 % der Stimmen zum neuen Bürgermeister gewählt.

### Wappen
| Wappen der Gemeinde Steinheim am Albuch | Blasonierung: „In Silber (Weiß) auf sechs (1:2:3) aus dem Unterrand emporkommenden, silbern (weiß) gefugten schwarzen Steinen eine grüne Buche, rechts oben eine schräglinke schwarze Hirschstange, links oben ein schräg aus dem Schildrand hervorkommender schwarzer Krummstab.“ |
| Wappen der Gemeinde Steinheim am Albuch | Wappenbegründung: Seit dem späten 16. Jahrhundert ist das „redende“ Wappenbild belegt. Am 12. September 1955 verlieh die Landesregierung ein Wappen, das über den „redenden“ Figuren ein grünes Schildhaupt mit einer zweiendigen silbernen Hirschstange (Hinweis auf einen Fossilienfund) aufwies. Nach der 1971 erfolgten Eingliederung von Söhnstetten verzichtete die Gemeinde auf das Schildhaupt, an dessen Stelle nun die württembergische Hirschstange und der auf Klosterbesitz hinweisende Krummstab aus dem Wappen des eingegliederten Orts traten. Das Wappen wurde der Gemeinde – gemeinsam mit der Flagge – am 16. Juni 1971 vom Innenministerium verliehen. |

### Gemeindepartnerschaften
- Colombelles (Frankreich, seit 1986)
- 1980 hat die Gemeinde Steinheim die Patenschaft für die heute in aller Welt lebenden Nachkommen der Vertriebenen aus Weindorf (Ungarn) übernommen.
- Am 7. Mai 2016 wird die Partnerschaftsurkunde mit Fertörkos (Kroisbach) von den Bürgermeistern Bernauer und Palkovits unterzeichnet.

## Wirtschaft und Infrastruktur

### Wirtschaft
Bis zum 19. Jahrhundert herrschten Weberei und Landwirtschaft vor; heutzutage Handwerk, mittelständische Industrie und Landwirtschaft. Der Automobilzulieferer FYSAM Auto Decorative hat seinen Sitz in Steinheim.

### Verkehr
Der Schwäbische-Alb-Radweg führt als Landes-Radfernweg vom Bodensee über Böhmenkirch, Steinheim am Albuch und durch den Norden Heidenheims nach Donauwörth.
Das Segelfluggelände Schäfhalde liegt etwa 2,5 km östlich des Zentrums.

### Bildungseinrichtungen
Mit der nach Philipp Friedrich Hiller benannten Hillerschule gibt es im Hauptort eine Grund-, Haupt- und Realschule.
Der Neubau des Steinheimer Schulzentrums beherbergt zudem eine kommunale Musikschule.
Im Ortsteil Söhnstetten besteht eine weitere Grundschule.
Die Grundschule in Sontheim bestand bis 1973, damals mit allen vier Grundschulklassen in einem Schulraum.

Im ehemaligen Schulgebäude befindet sich heute das Meteorkratermuseum.

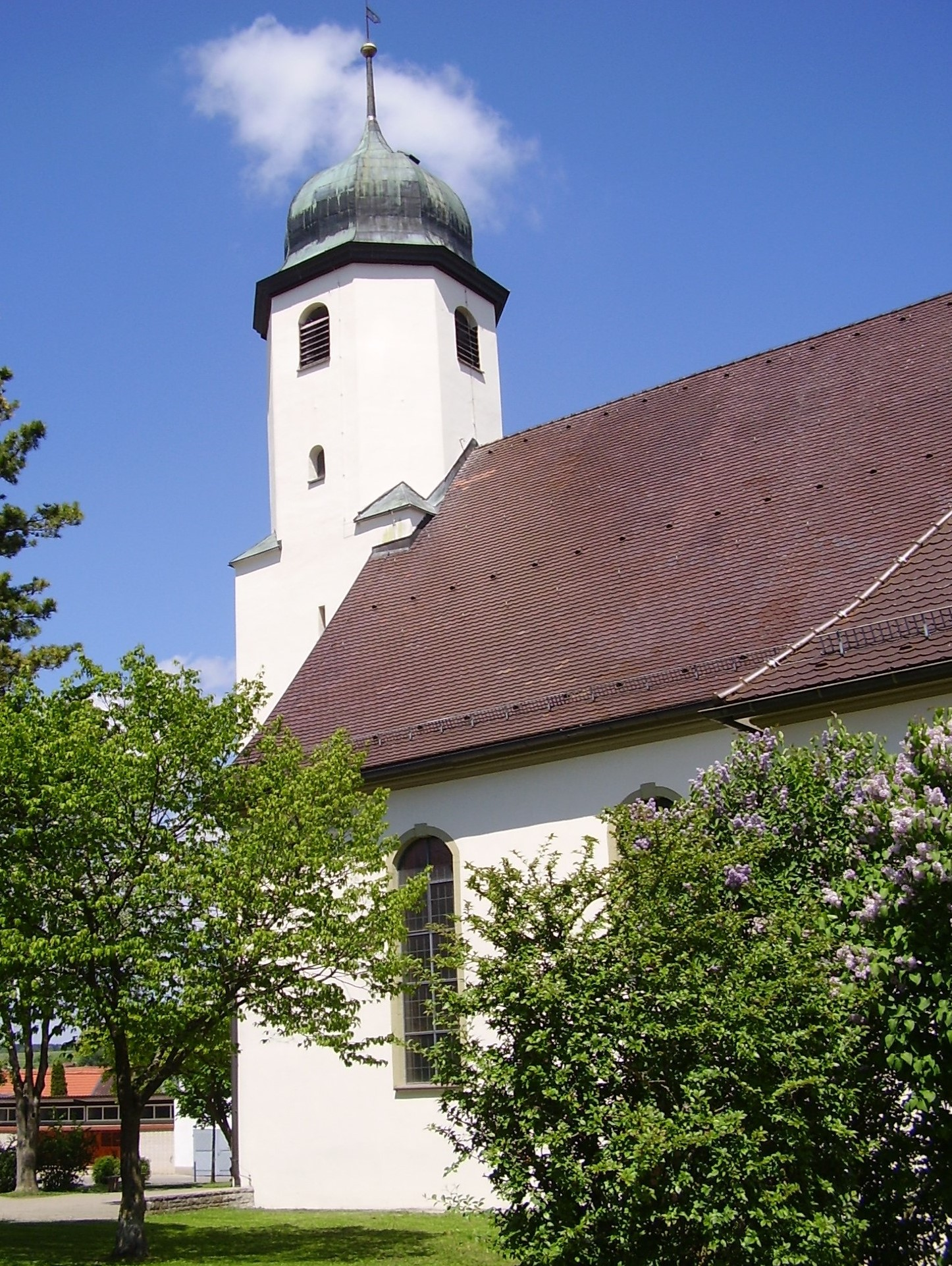
Evangelische Peterskirche in Steinheim am Albuch

## Kultur und Sehenswürdigkeiten

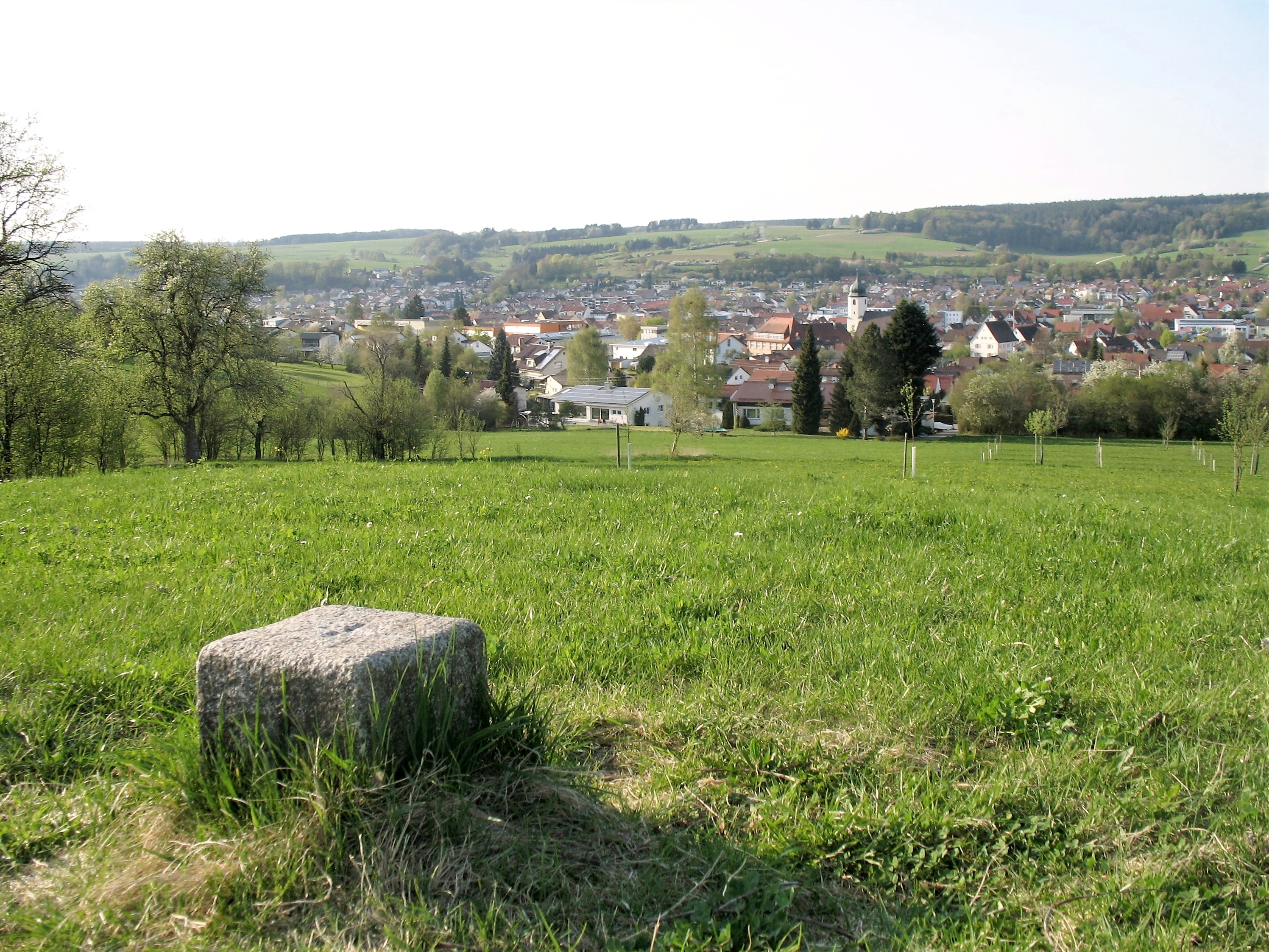
Steinheim am Albuch, Blick vom Steinhirt

### Museen
- Heimatstube auf dem Klosterberg
- Zentstadel (Kutschen und Landwirtschaftsmuseum) in der Ostheimerstraße. Geöffnet nach Anfrage.
- Meteorkratermuseum im Ortsteil Sontheim.

### Bauwerke
Weithin sichtbar ist der Turm der Evangelischen Peterskirche. Sie wurde 1780 von Kirchenrats-Baumeister Wilhelm Friedrich Goez aus Ludwigsburg erbaut und enthält das Grab des Steinheimer Pfarrers und Kirchenlieddichters Philipp Friedrich Hiller (1699–1769).

### Albschäferweg
Der Albschäferweg berührt die Steinheimer Gemarkung.

### Naturdenkmäler

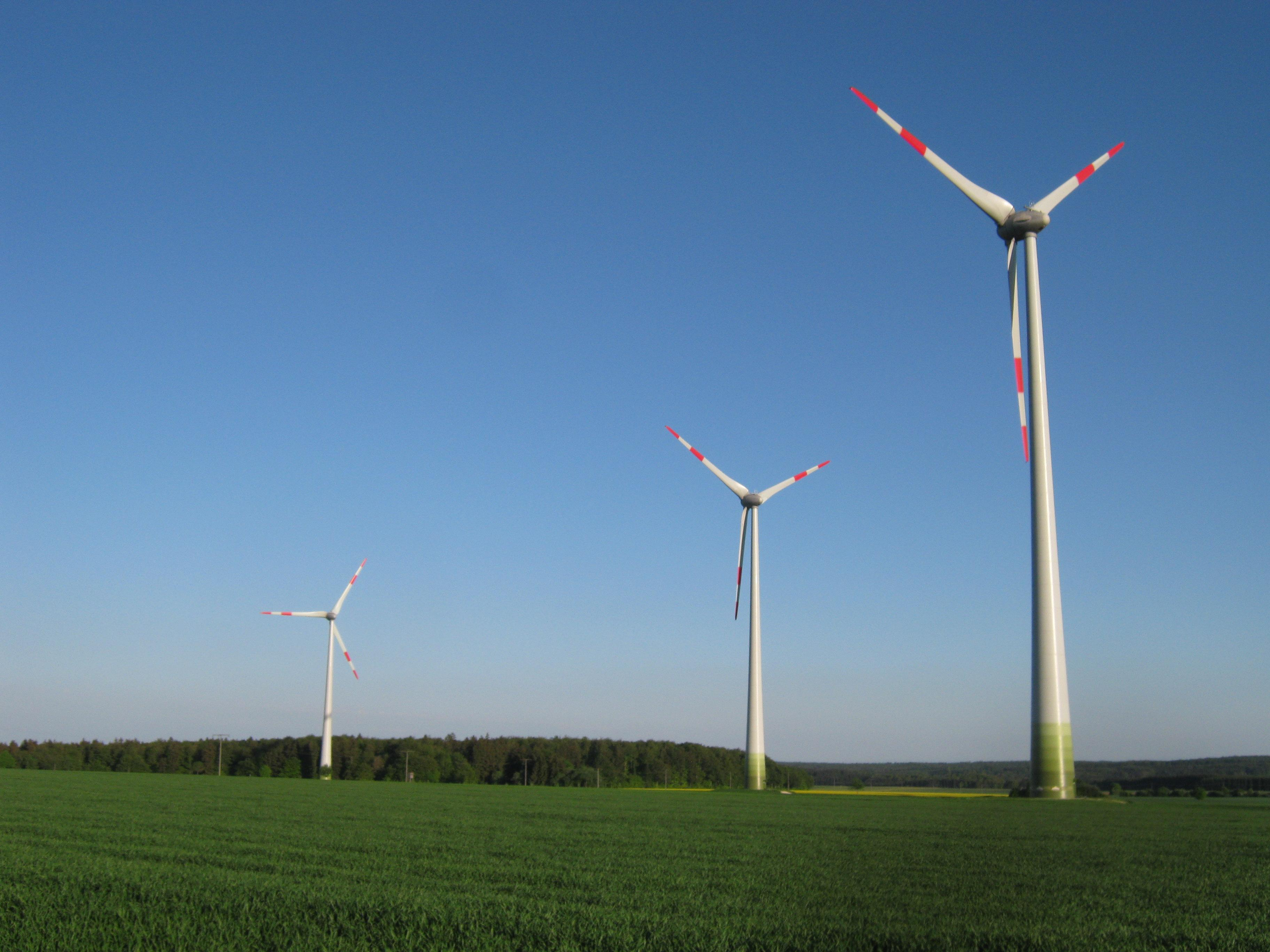
3 von 8 Windkraftanlagen des Windparks Gnannenweiler

Das Steinheimer Becken ist ein Meteorkrater und liegt nahezu vollständig in Schutzgebieten.
Das Wental ist ein Trockental mit sehenswerten Dolomitfelsen. In südliche Richtung schließen sich nahtlos das Gnannental und das Hirschtal an. Der Hirschfelsen markiert das Ende des 3-Täler-Verlaufes. Ende 2008 wurde das Naturschutzgebiet „Wental mit Seitentälern und Feldinsel Klösterle“ ausgewiesen. Der obere Abschnitt des Wentals liegt im Ostalbkreis.

Die Hülbe am Märtelesberg ist mit 0,2 Hektar wahrscheinlich das kleinste Naturschutzgebiet Deutschlands. Bereits durch Verordnung vom 14. Juli 1967 wurde die Hülbe unter Naturschutz gestellt.

### Energie

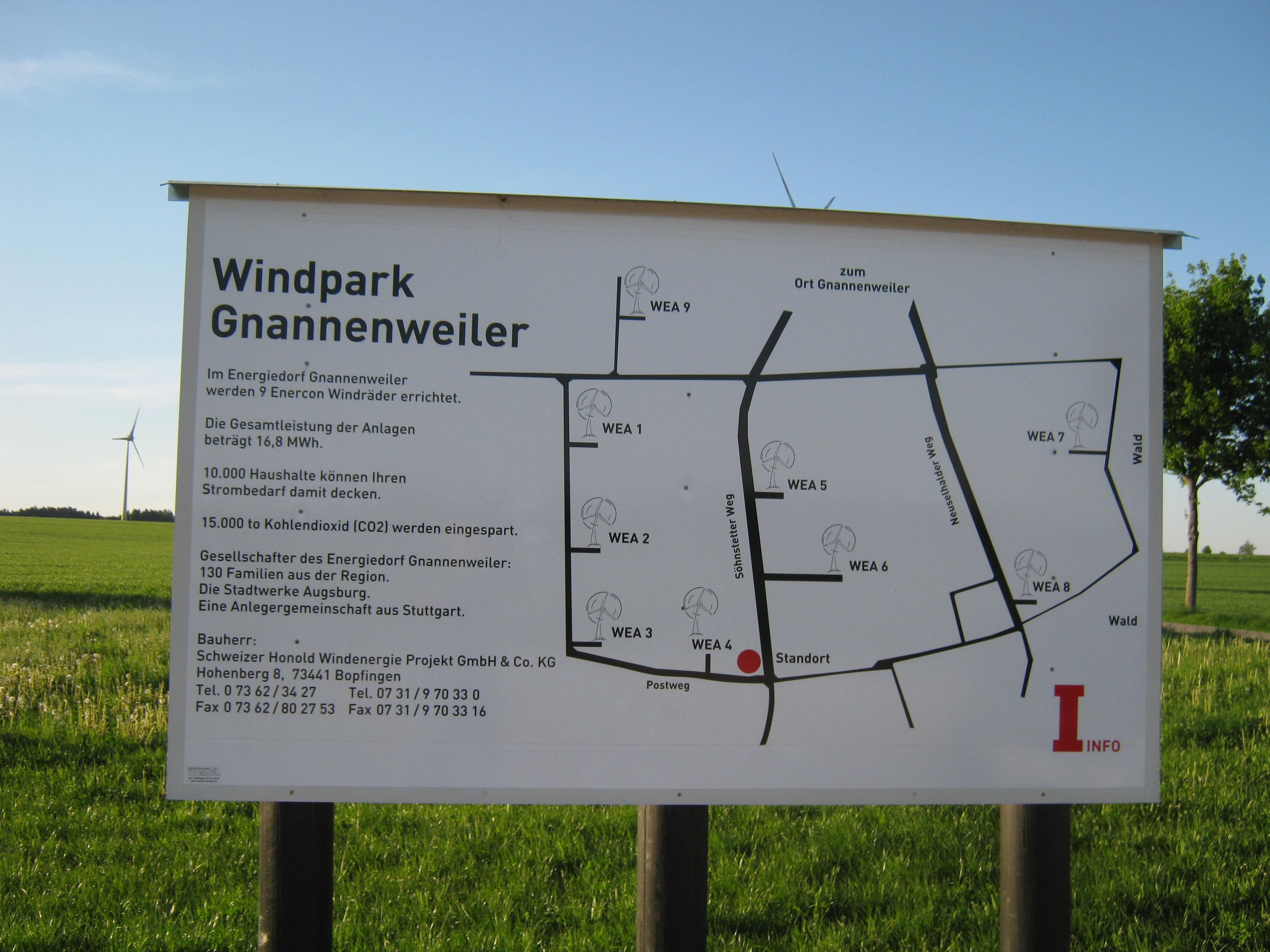
Informationstafel am Windpark Gnannenweiler

In Gnannenweiler gibt es einen Windpark mit acht Windkraftanlagen des Typs Enercon E-82 mit je 2 MW Leistung, 82 m Rotordurchmesser und 99 m Nabenhöhe. 

### Regelmäßige Veranstaltungen
Sportsfreunde laufen den Geologenlauf. Bierfreunde dagegen sitzen auf dem Söhnstetter Hock.

## Persönlichkeiten

### Söhne und Töchter der Stadt
- Friedrich Heinrich Kern (1790–1842), Theologe und Hochschullehrer, geboren in Söhnstetten
- Hermann von Gaisberg-Helfenberg (1860–1924), Forstbeamter und Politiker
- Ulrich von Gaisberg-Helfenberg (1863–1906), Gutsbesitzer und Politiker
- Sofonias Theuß (1875–1945), Bienenzüchter und Pazifist[17]
- Stefan Laufer (* 1959), deutscher Apotheker und Professor für Pharmazeutische Chemie
- Maria Vogt (* 1980), Theater- und Filmschauspielerin
- Clara Resch (* 1995), Politikerin (Bündnis 90/Die Grünen)

### Sonstige Personen, die mit der Gemeinde verbunden waren
- Philipp Friedrich Hiller (1699–1769), Pfarrer und Liederdichter, war von 1748 bis zu seinem Tod Pfarrer in Steinheim
- Günther Reger (* 1951), Maler und Musiker, der Atelierräume in Küpfendorf hat